# Giorgio d'Arpino
Giorgio d'Arpino (Roma, 5 ottobre 1945 – Roma, 24 dicembre 2017) è stato un dirigente sportivo italiano, da sempre legato alla Società Sportiva Lazio, della cui squadra giovanile di calcio fu portiere, e di quella di pallavolo presidente, oltre a essere stato vicepresidente della polisportiva. Nel 1972 è stato olimpionico di scherma nella specialità del fioretto.

## Carriera sportiva
Allievo di Bob Lovati, che reputa il proprio padre putativo, dal 1958 al 1966 fu portiere della Lazio. Nel 1966 fu ceduto al Bari in serie B, ma abbandonò il calcio, ritenendo di non condividere gli obiettivi della società.
Dal 1951 al 1971 praticò la disciplina del fioretto nella scuola Musumeci Greco di Roma, partecipando a numerose manifestazioni della FIS e alle olimpiadi di Monaco del 1972 nel fioretto a squadre.
Si dedicò inoltre all'attività di allenatore: dal 1974 al 1995 fu tecnico federale FIGC con il III grado e dal 1983 al 2005 fu allenatore di pallavolo con la qualifica di Tecnico di II Grado Nazionale FIPAV.
Dal 1965 al 1970 fu tecnico FIT presso la Scuola Federale Maestri e dal 1980 al 2003 fu docente di ginnastica artistica.

## Ruoli e cariche
| 2014 - 2017 | Membro della giunta di presidenza CODAS Roma                                                                                           |
| 1992 - 2017 | Presidente SS Lazio Pallavolo |
| 1996 - 2017 | Membro giunta di presidenza SS Lazio 1900                                                                                              |
| 1996 – 2017 | Presidente AssoPrati17, associazione sportiva che comprende i quindici centri sportivi municipali dell’ex mun. XVII, oggi I municipio. |
| 2002 - 2013 | Vicepresidente Lega Nazionale Pallavolo serie B                                                                                        |
| 2004 - 2008 | Vicepresidente SS Lazio 1900 |
| 1986 - 2007 | Responsabile Formazione Geromotricisti CSI                                                                                             |
| 1998 - 2006 | Rappresentante al Comune di Roma dei centri sportivi municipali romani (circa 400 centri sportivi municipali)                          |
| 1990 - 2006 | Presidente del Settore Scuola Nazionale FIPAV                                                                                          |
| 1998 - 2006 | Delegato CONI ex mun. XVII, oggi mun. I.                                                                                               |
| 1986 - 2004 | Responsabile Didattico - Università della Terza Età, Istituto Santa Maria di Roma, v.le Manzoni                                        |
| 1983 - 2003 | Responsabile Laboratorio di Psicomotricità Integrata per portatori di Handicap. Scuola Dante Alighieri, via Camozzi 6                  |
| 1990-2001   | Presidente Federazione Italiana Educatori Fisici e Sportivi (FIEFS), Associazione Benemerita CONI                                      |
| 1994 - 2000 | Vicepresidente del Comitato Provinciale di Roma FIPAV                                                                                  |
| 1978-1986   | Responsabile settore promozione Federazione Ginnastica d’Italia                                                                        |
| 1975 - 1982 | Consigliere nazionale ju jitsu |
| 1978        | Eletto vicepresidente FILPI |
| 1968 - 1970 | Cofondatore e direttore, a Miami, di New Old Age – Università della III Età                                                            |

## Attività imprenditoriale
Dal 1991 è presidente della SSD Lazio Pallavolo, società facente capo alla famiglia d'Arpino. Dal momento della rifondazione, avvenuta nel 1996, ha riportato la società in serie B e ha promosso alcune storiche manifestazioni sportive come "Amorvolley" e "Giocaroma". Nella stagione 2015/2016 la società ha 7 squadre maschili e femminili che giocano in campionati FIPAV (serie C) e ACSI.
Dal 1983 al 2013 è stato presidente dell'ASD Polisportiva Lazio "A. Pacinotti", che attualmente gestisce in qualità di direttore tecnico.

## TV e radio
Dal 1995 Giorgio d'Arpino è opinionista e conduttore di trasmissioni TV e Radio: Momento Volley (Canale 21, ‘99-‘06) Calcio d’Autore (GoldTV), Meeting (Teleroma56), La Lazio siamo noi (Teleroma56), Tribunale delle Romane (ReteOro), Il Processo dei Tifosi (Teleroma56).
Nel 1999 ha fondato la testata giornalistica "Momento Volley", punto di riferimento del settore, che ha condotto fino al 2013, quando, pubblicato come inserto nel settimanale "Italia Sera", ha cessato la pubblicazione a causa della chiusura del settimanale.
Dal 1999 al 2006 è stato conduttore radiofonico per Radio Sei.
É morto a Roma la notte tra il 23 e il 24 dicembre 2017, dopo una lunga malattia.

## Pubblicazioni
- 2002 - ISEF di Roma, “Utilizzo delle endorfine contro il processo depressivo”.
- 2000 – ISEF di Roma, “Studio della biomeccanica nelle parallele simmetriche maschili”
- 1998 – ISEF di Roma, “400 esercizi per essere sempre in forma”, opuscolo.
- 1998 – ISEF di Roma, “Utilizzo del training autogeno prima della prestazione sportiva”, con il prof. Tuccimei.
- 1998 - ISEF di Roma, “Tecniche di respirazione quale mezzo di rilassamento”